# Noshi

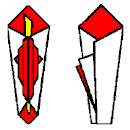
Traditionelles Noshi

Noshi (jap. 熨斗), manchmal auch Tsutsumi oder Noshigami genannt, ist ein zeremonielles Origami, das sich komplett vom "Origami-tsuki" unterscheidet. Sie symbolisieren die guten Wünsche an jemand anderen und werden in der Regel mit anderen Geschenken verschenkt (wie eine Grußkarte). 

## Geschichte
Bei Noshi wurden in einer Art Zeremonie Blumen, Opfergaben oder auch andere Geschenke in Papier eingewickelt und an die Götter in den Tempeln überbracht. Zu verschiedenen Anlässen verwendete man auch ganz spezielles Papier und unterschiedliche Techniken. Die Falttechniken und die Art der Figuren wurden meist mündlich in den Familien weitergegeben und auch als Geheimnis betrachtet.

## Beschaffenheit
Noshi besteht aus weißem Papier, welches mit einem schmalen Streifen aus getrocknetem Fleisch oder Seeohr gefaltet wird, dies wird als Zeichen des großen Glücks gesehen.